# Armaillé

Armaillé este o comună în departamentul Maine-et-Loire, Franța. În 2009 avea o populație de 285 de locuitori.